# Мухаммед Алі
Мухаммед Алі (англ. Muhammad Ali, народжений як Кассіус Марселлус Клей — англ. Cassius Marcellus Clay Jr.; 17 січня 1942, Луїсвілл, Кентуккі, США — 3 червня 2016, Скоттсдейл, Аризона, США) — американський боксер-професіонал, який виступав у важкій ваговій категорії; один з найвідоміших боксерів в історії світового боксу.
Чемпіон XVII Літніх Олімпійських ігор 1960 року в напівважкій ваговій категорії, абсолютний чемпіон світу у важкій вазі (1964—1966, 1974—1978). Володар звання «Боксер року» (шестиразовий — 1963, 1966, 1972, 1974, 1975, 1978) і «Боксер десятиріччя» (1960-ті) за версією журналу The Ring; «Спортсмен року» за версією журналу Sports Illustrated (1974), був визнаний «спортсменом століття» за версією кількох спортивних видань. Його рекорди за кількістю переможених бійців за титул чемпіона світу у важкій вазі (21) і перемог в боях за об'єднаний титул незалежно від вагової категорії (14) не були побиті протягом 38 років. Після закінчення кар'єри був включений в Зал слави боксу (1987) і Міжнародний зал боксерської слави (1990). Видатний оратор. Прототип персонажа Аполло Крід в серії фільмів «Роккі».
Після чемпіонського бою з Сонні Лістоном, який відбувся 25 лютого 1964 року, вступив в організацію «Нація ісламу» і змінив ім'я на Кассіус Ікс (англ. Cassius X), потім на Мухаммед Алі і надалі виступав під ним. На піку кар'єри відмовився проходити службу в армії США, після чого був позбавлений всіх титулів і відсторонений від участі у змаганнях більш ніж на три роки. Після повернення в спорт повернув собі звання чемпіона світу в боротьбі з кращими боксерами того часу. Протистояння Алі з Джо Фрейзером стало одним з найвідоміших в історії спорту.
Після завершення спортивної кар'єри займався громадською та благодійною діяльністю, був Послом доброї волі ЮНІСЕФ (1998—2008).

## Біографія

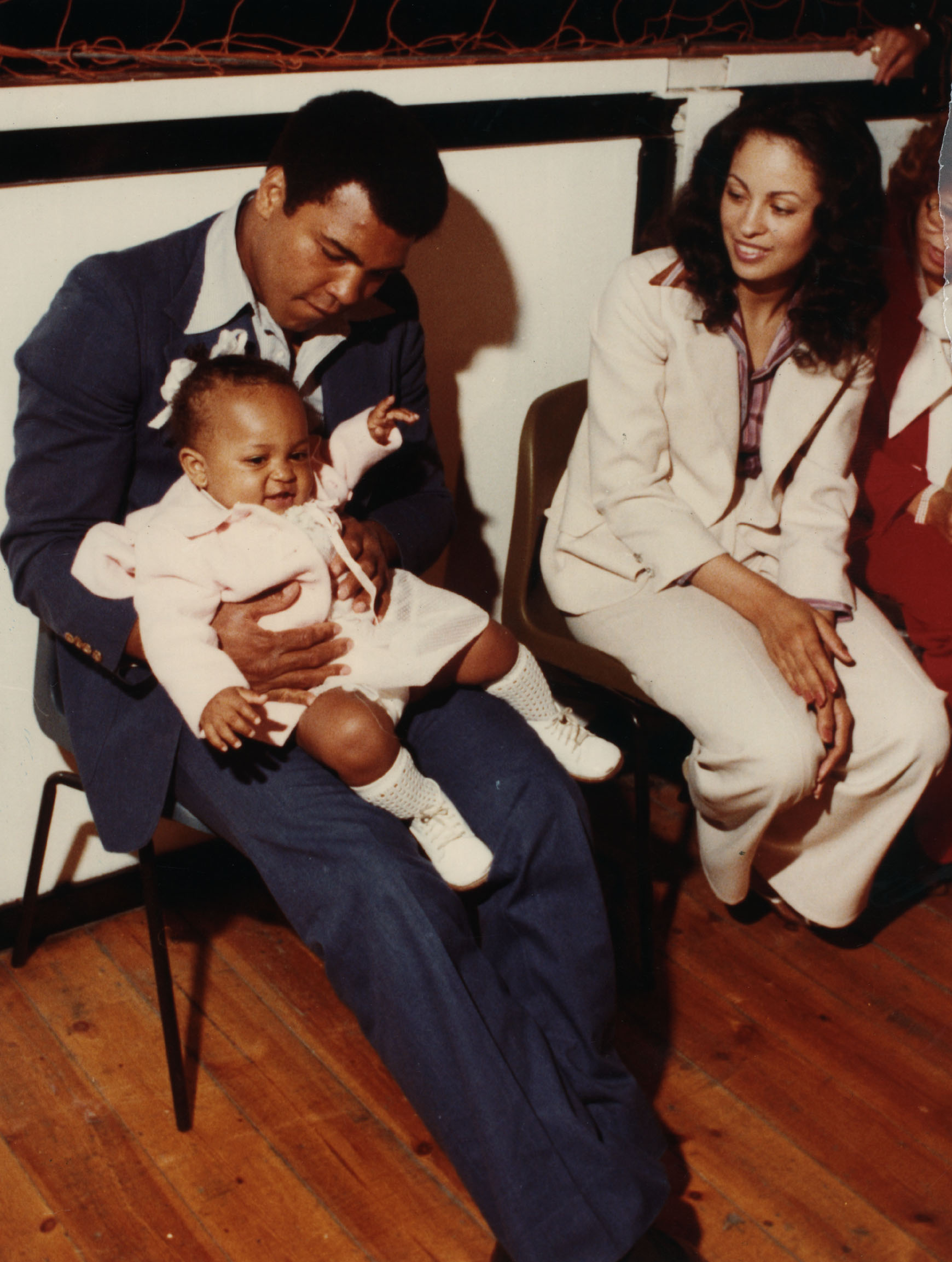
Мухаммед Алі з сім'єю.

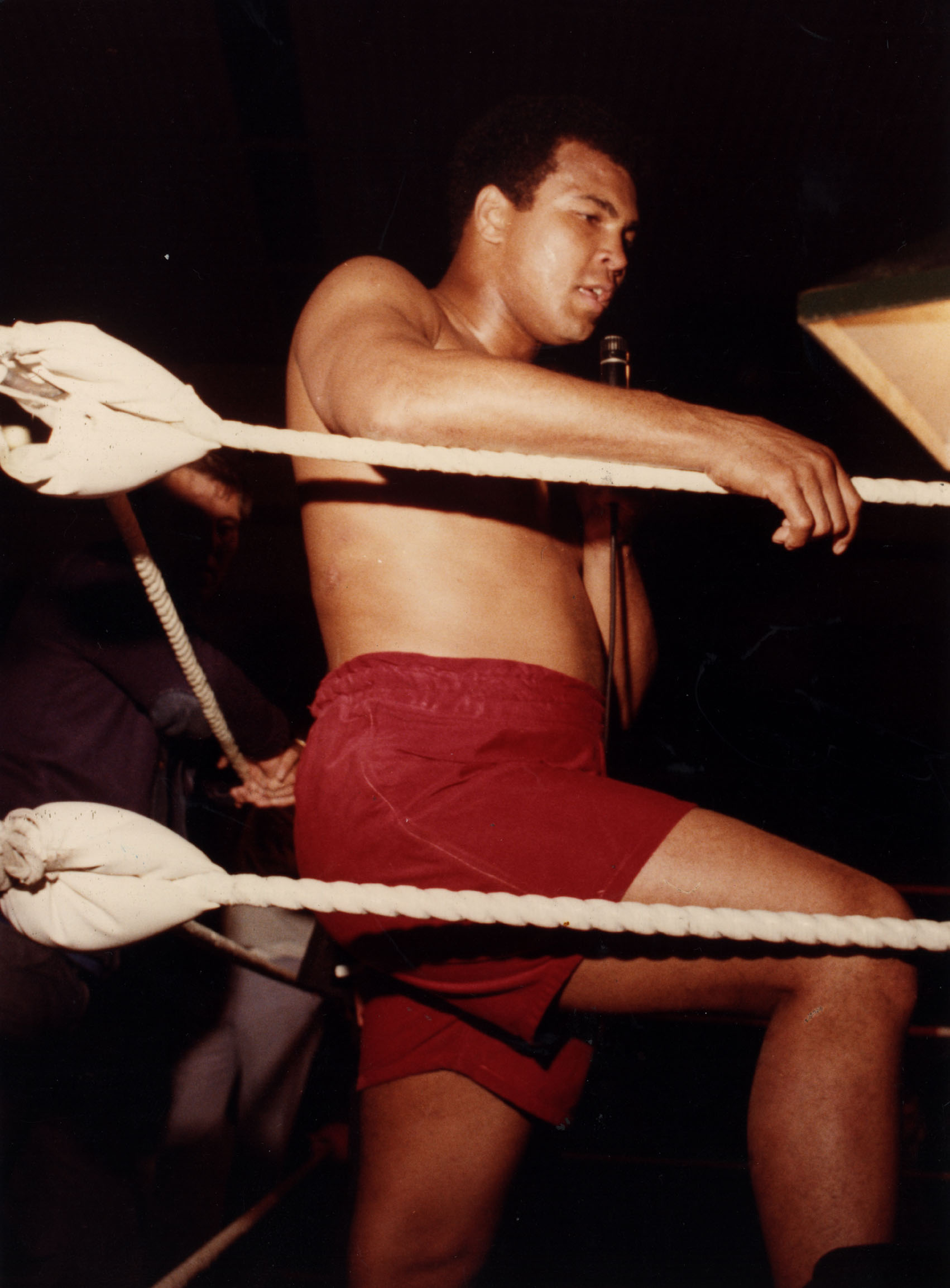
Мухаммед Алі на рингу.

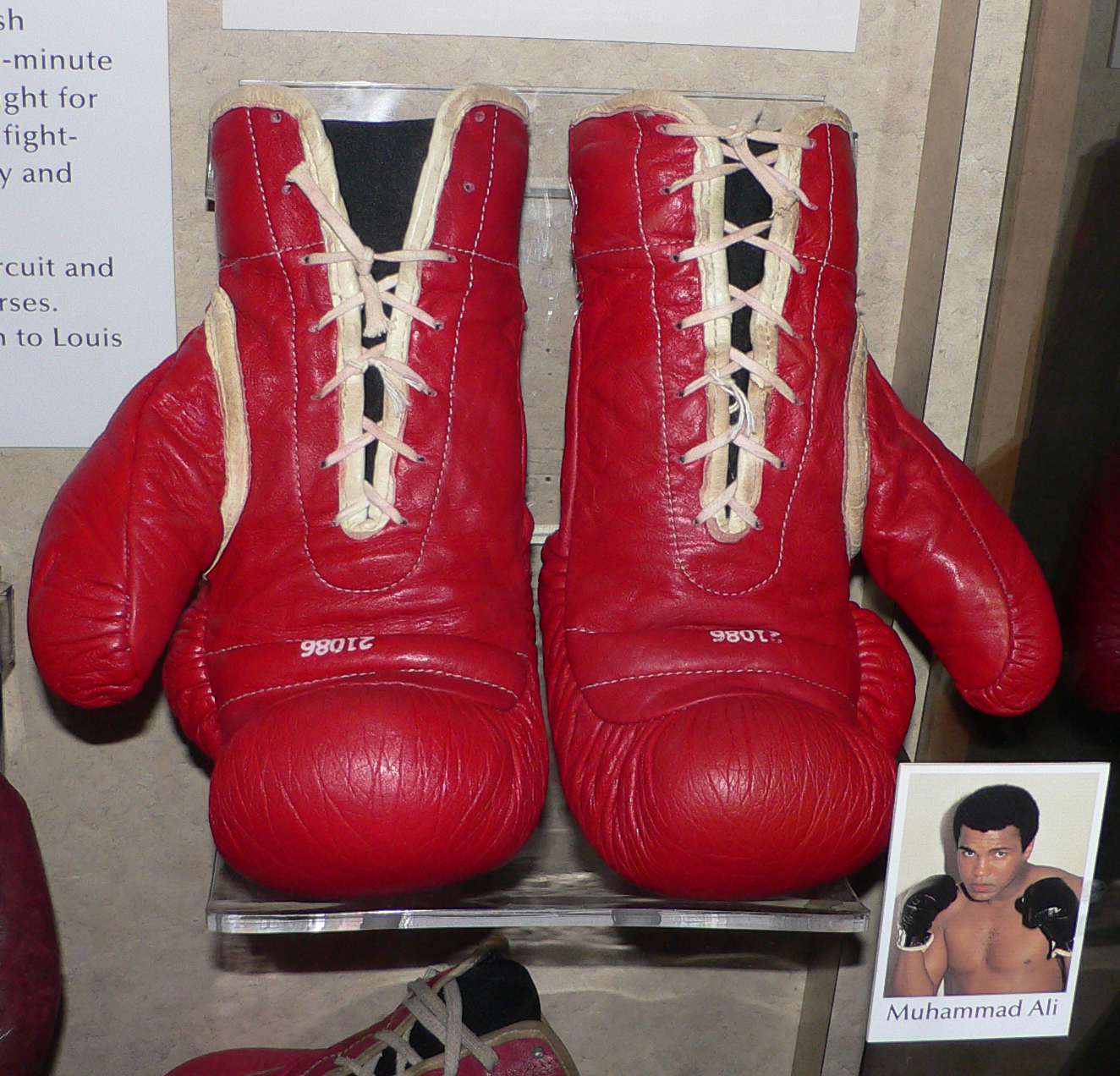
Боксерські рукавиці Мухаммеда Алі.

Кассіус Марселлус Клей народився 17 січня 1942 року в місті Луїсвілл, штат Кентуккі, у заможній християнській афроамериканській сім'ї. У школі вчився на відмінно та добре до того часу, як почав займатись боксом (після цього на навчання вже не вистачало часу).
З 1954 року почав займатися боксом в рідному місті під керівництвом тренера Джо Мартіна. Битись поза рингом юний Кассіус не любив. 1959 року Кассіус Клей виграв американський турнір для боксерів-любителів «Золоті рукавиці», перемігши у фіналі Джиммі Джонса.
1960 року Кассіус Клей став переможцем Олімпіади в Римі, здобувши у фіналі перемогу над боксером з Польщі Петшиковським. Пізніше, протестуючи проти утисків афроамериканців у США, привселюдно викинув свою золоту олімпійську медаль у річку.
У 1960 році перейшов у професійний бокс. 1964 року Кассіус Клей здобув перемогу над Соні Лістоном і став чемпіоном світу серед професіоналів. 1964 року Кассіус Клей став членом організації «Нація Ісламу» і став на деякий час іменуватись Кассіус Ікс (Cassius X), тим самим відмовившись від свого прізвища. 6 березня 1964 року (вже після бою з Лістоном) заявив про зміну імені на Мухаммед Алі. 1967 року за відмову служити в збройних силах США Мухаммеда Алі позбавили боксерської ліцензії й титулу чемпіона світу. Мухаммед Алі відмовився служити в збройних силах, бо вважав, що «чорношкірі, які зазнають утисків, не зобов'язані проливати кров у загарбницькій війні, ініційованій урядом США». Мухаммед Алі висловив свою позицію стосовно участі негрів у війні: «Я ніколи не збирався сваритись з цим В'єтконгом… Вони ніколи не називали мене нігером». 1970 року Алі повернувся на ринг. 8 березня 1971 року Алі зазнав першої у своїй кар'єрі поразки від тодішнього чемпіона світу Джо Фрейзера (переможця Олімпіади 1964 р.).
24 жовтня 1974 року в бою з Джорджом Форменом (переможцем Олімпіади 1968 р.) Алі здобув перемогу й став чемпіоном світу вдруге. 1978 року Алі приїхав до Москви, де провів декілька показових раундів з радянськими боксерами.
1978 року Алі програв поєдинок Леону Спінксу (переможцю Олімпіади 1976 р.) і вдруге втратив звання чемпіона. 15 серпня того ж року в матчі-реванші Алі переміг Спінкса й став чемпіоном утретє, але зразу зробив заяву про те, що йде з рингу. Однак, попри свою заяву і вже видиму хворобу Паркінсона 10 жовтня 1980 року Алі вийшов на двобій із Ларі Холмзом і програв. Наступний і вже останній поєдинок Алі провів 1981 року проти Тревора Бербіка і програв його. Після цього Алі назавжди пішов з боксу і почав займатися суспільно-політичною діяльністю на фоні прогресуючої хвороби Паркінсона. 1996 року Алі як великого спортсмена вшанували правом запалити олімпійський вогонь на відкритті ігор в Атланті. 2001 року в прокат вийшов художній фільм про великого боксера «Алі». Останні роки Мухаммед Алі жив у штаті Мічиган, вів активну суспільну діяльність.
З 1984 року у боксера була хвороба Паркінсона.
21 грудня 2015 року Мохаммед Алі потрапив у лікарню через проблеми з диханням. Колишнього спортсмена госпіталізували із запаленням легенів. Потім лікарі виявили у нього інфекцію сечовивідних шляхів. Він перебував у медичному закладі в критичному стані.
2 червня 2016 року Мохаммед Алі був госпіталізований до однієї з лікарень агломерації Фінікса (штат Аризона, США) в зв'язку з погіршенням стану здоров'я, викликаним проблемами з легенями.
3 червня 2016 року на 75 році життя він помер. Причиною смерті Мохаммеда Алі став септичний шок, який стався з невідомої природної причини.
10 та 11 червня 2016 року відбулися похорони в його рідному місті Луїсвіллі (штат Кентуккі, США).
Як повідомив представник родини, Мохаммед Алі особисто розробив план проведення свого похорону. Місцем проведення дводенної церемонії його похорону була обрана арена KFC Yum !, де відбувся останній бій Алі в Луїсвіллі 1981 року. Спочатку відбулася церемонія прощання за ісламським релігійним обрядом. Похорон завершився проходженням процесії через Луїсвілл, повз місця, які відіграли важливу роль в житті Мохаммеда Алі — від будинку, де він провів дитинство, до присвяченого йому музею.
Зріст 193 см., вага 95-98 кг.

## Вшанування пам'яті
- Його ім'я викарбуване на стіні на Алеї Слави у Голлівуді.
- У місті Нью-Йорк ім'ям Мухаммеда Алі названо вулицю.
- У місті Ньюарк його ім'ям названо проспект.